# L'Étranger du froid
Pour plus de détails, voir Fiche technique et Distribution.
L'Étranger du froid (Winter People) est un film américain réalisé par Ted Kotcheff, sorti en 1989.

## Synopsis
Dans les Appalaches des années 1930, un jeune horloger veuf accompagné de sa fille tombe amoureux d'une mère célibataire. Il se retrouve alors au milieu d'une querelle de longue date entre deux clans.

## Fiche technique
- Titre original : Winter People
- Titre français : L'Étranger du froid
- Réalisation : Ted Kotcheff
- Scénario : Carol Sobieski d'après le livre de John Ehle
- Photographie : François Protat
- Musique : John Scott
- Pays de production :  États-Unis
- Format : Couleurs - 2,35:1
- Genre : Film romantique
- Date de sortie : 1989
- Lieu de tournage : Caroline du Nord

## Distribution
- Kurt Russell : Wayland Jackson
- Kelly McGillis : Collie Wright
- Lloyd Bridges : William Wright
- Mitch Ryan : Drury Campbell
- Jeffrey Meek : Cole Campbell
- Don Michael Paul : Young Wright
- Eileen Ryan : Annie Wright